# Praia do Saí (Mangaratiba)
A praia do Saí (em grafia arcaizante "Sahy") é uma praia localizada no município de Mangaratiba, no litoral do estado do Rio de Janeiro, no Brasil. 

## História
O local funcionava como um mercado de escravos que chegavam pela Ilha de Marambaia. O casarão do Saí possui, na sua parte traseira, remanescentes de senzalas e ficava inserido numa fazenda (hoje, um condomínio residencial) limitada pela praia e pelo sertão.

## Bairro do Saí hoje
Atualmente, o Saí é um bairro residencial, com a presença de alguns condomínios. Ainda há alguns terrenos onde podem ser construídos novos condomínios, mas por ser uma area predominantemente de preservação ambiental segue regras rígidas para a manutencao da preservação.  O bairro também conta com um shopping de conveniências, o Sahy Village, que fica localizado às margens da Rodovia Rio-Santos, bem no meio do bairro. Este shopping é novo e, aos poucos, vai recebendo novas lojas, mas já possui algumas, como pizzaria, bar, grill, dentista, salões de beleza, minimercado, academia de pilates, entre outros. 
O Saí é atravessado pelo Ramal de Mangaratiba da antiga Estrada de Ferro Central do Brasil, atualmente voltado ao transporte de minérios de ferro para o Terminal da Ilha Guaíba na região, estando desativado para passageiros desde 1982. Este ramal também margeia toda a Praia do Saí, o que lhe confere uma belíssima vista da mesma.
A praia do Saí é bem movimentada na alta temporada, mas ainda não possui infraestrutura, como orla e quiosques, portanto os visitantes devem levar comida e bebida de casa, ou optar por comprar de ambulantes. Há ainda outra praia, cujo acesso é feito por um caminho entre a linha do trem e um muro que cerca o loteamento Reserva do Saí. 
Também há uma grande cachoeira no bairro, na gleba norte (lado direito da rodovia, sentido Santos), localizada numa pequena vila, que oferece um pequeno comércio. A cachoeira é bem plana e agradável. 
O Saí está dentro do Parque Estadual Cunhambebe, tendo uma base do Instituto Estadual do Ambiente (Rio de Janeiro) localizada perto da mata e da cachoeira. A Pedra da Conquista é um atrativo.

## Fonte
- http://www.wikiparques.org/parque-estadual-cunhambebe-tera-sede-propria-a-partir-do-dia-13-de-novembro/
- Página da Prefeitura de Mangaratiba